# КСЗО (Островець-Свентокшиський)
«КСЗО Островець-Свентокшиський» (пол. KSZO Ostrowiec Świętokrzyski) — професіональний польський футбольний клуб з міста Островець-Свентокшиський.

## Історія
Колишні назви:
- 11.08.1929: КСЗО Островець-Свентокшиський (пол. KSZO [Klub Sportowy Zakładów Ostrowieckich] Ostrowiec Świętokrzyski)
- 25.03.1949: КС Сталь Островець-Свентокшиський (пол. KS [Koło Sportowe] Stal Ostrowiec Świętokrzyski)
- 1956: КСЗО Островець-Свентокшиський (пол. KSZO Ostrowiec Świętokrzyski)
- 4.02.2004: Стасяк КСЗО Келса Островець-Свентокшиський (пол. Stasiak KSZO Celsa Ostrowiec Świętokrzyski)
- 27.08.2004: КСЗО Келса Островець-Свентокшиський (пол. KSZO Celsa Ostrowiec Świętokrzyski)
- 10.2004: КСЗО ССА Островець-Свентокшиський (пол. KSZO SSA [Sportowa Spółka Akcyjna] Ostrowiec Świętokrzyski)

11 серпня 1929 року був організований футбольний клуб, який отримав назву «КСЗО Островець-Свентокшиський». Команда проводила матчі з локальними суперниками. У 1932 році стартувала у найнижчій лізі, а у 1934 вже дійшла до окружної ліги. Після Другої світової війни у вересні 1945 року клуб відновив діяльність. У 1949 рішенням польських влад багато клубів розформовано і перетворено на радянський спосіб. 25 березня 1949 «КСЗО» був перейменований на «Сталь Островець-Свентокшиський». Після десталінізації влади у 1956 року клуб повернув попередню назву. У 60-их роках XX століття клуб був близький до підвищення до II ліги. Але тільки у 1995 році команда авансувала до II ліги, а у 1997 році дебютувала в І лізі. Однак не змогла утриматися в ній і по сезоні спала до II ліги. У 2001 знову повернулася до І ліги, але фінансові проблеми клубу привели до того, що у 2003 році команда знову опустилася до II ліги, а потім після першого кола була знята зі змагань.
4 лютого 2004 році з ініціативи Мирослава Стасяка на базі футбольного клубу «Стасяк Опочно» був організований клуб, який отримав назву «Стасяк КСЗО Келса Островець-Свентокшиський ССА» (Келса — назва іспанського спонсора). Команда продовжила виступати у II лізі. 27 серпня 2004 змінено назву на «КСЗО Келса Островець-Свентокшиський», а у жовтні 2004 на «КСЗО ССА Островець-Свентокшиський»
При розслідуванні корупційного скандалу у польському футболі виявилося, що клуб також був замішаний в уставленні результатів матчів. Власник клубу Мирослав Стасяк був арештований. Рішенням дисциплінарного відділу ПЗПН від 12 квітня 2007 за уставлення результатів 16 ігор від сезону 2007/08 КСЗО мав бути понижений у класі «на одну лігу», заплатити штраф у розмірі 50 тисяч злотих і наступний сезон почати з -6 очками. У червні 2007 року Федеральний суд розглянув апеляцію футбольного клубу, зберіг при цьому винесене дисциплінарним відділом рішення про деградацію на одний клас і -6 очок, при одночасному збільшенні фінансових штрафів (від 50 тисяч до 70 тисяч злотих). 4 вересня 2007 колишній власник клубу Мирослав Стасяк продав 99 % акцій директорові і президентові клубу Збігнєву Громбці на суму 4950 злотих. У 2011 році команда опустилася до II ліги.

## Титули та досягнення
- Чемпіонат Польщі:
  - 13 місце (1): 2002
- Кубок Польщі:
  - 1/8 фіналу (2): 2003, 2005
- Кубок Ліги Польщі:
  - 1/8 фіналу (1): 2002